# Menhir von Lannoulouarn

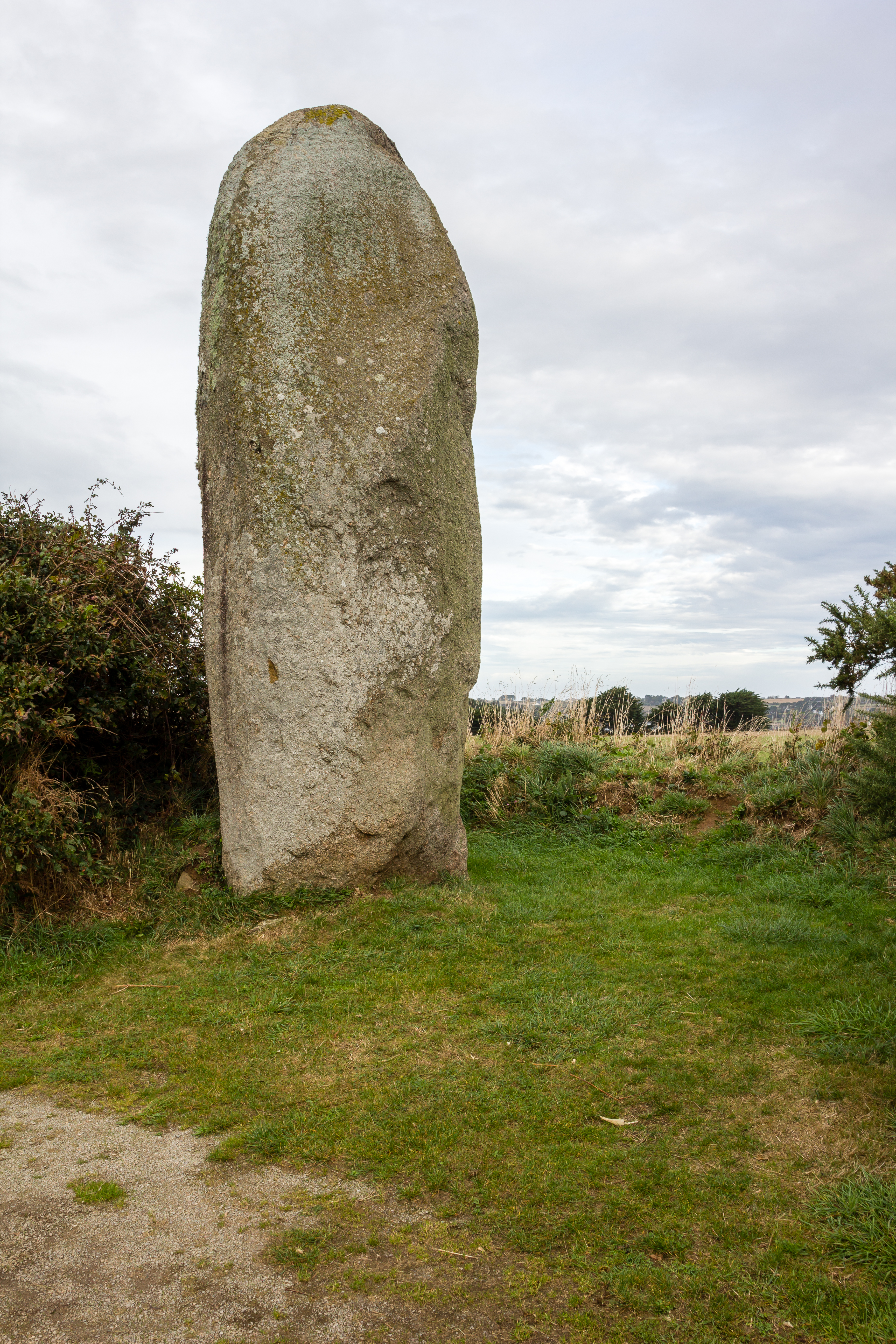
Menhir von Lannalouarn

Der Menhir von Lannoulouarn (auch Menhir von Locmajan) ist ein Menhir auf dem Gebiet der Gemeinde Plouguin im bretonischen Département Finistère in Frankreich.
Er steht nordöstlich der Gemeinde auf einer Anhöhe, unweit des Aber Benoît und der Gemeindegrenze zu Saint-Pabu.

## Beschreibung
Der Menhir hat eine Höhe von 5,30 m oder 6 m. Er ist zudem 1,80 m breit und 0,60 m tief.
Neben diesem Menhir hat es noch vier weitere Menhire gegeben, die 1887 von einem Unternehmer aus Tréglonou abgebrochen wurden. L’Hostis zitiert einen weiteren Bericht, demzufolge es nur drei weitere Menhire gegeben haben soll.